# São José do Xingu
São José do Xingu är en kommun i Brasilien.   Den ligger i delstaten Mato Grosso, i den centrala delen av landet, 800 km nordväst om huvudstaden Brasília. Antalet invånare är 5 267.
I omgivningarna runt São José do Xingu växer i huvudsak städsegrön lövskog. Trakten runt São José do Xingu är nära nog obefolkad, med mindre än två invånare per kvadratkilometer.